# Phronia electa
Phronia electa är en tvåvingeart som beskrevs av Dziedzicki 1889. Phronia electa ingår i släktet Phronia och familjen svampmyggor. Enligt den finländska rödlistan är arten otillräckligt studerad i Finland. Arten är reproducerande i Sverige. Artens livsmiljö är lundskogar. Inga underarter finns listade i Catalogue of Life.